# Kapliczka Matki Boskiej w Swarzewie
Kapliczka Matki Boskiej w Swarzewie – kapliczka zlokalizowana we wsi Swarzewo, leżącej na Kaszubach w powiecie puckim, w województwie pomorskim.

## Historia
Kapliczka zbudowana przez kaszubskich rybaków w 1775 na planie koła. Według legendy stoi ona w miejscu, w którym objawiła się cudowna figurka. Według innych źródeł, w tym miejscu znaleziono figurkę, według jeszcze innych, pochodzi z rozbitego żaglowca i została wyrzucona na brzeg wraz z ocalałymi żeglarzami. W środku kaplicy znajduje się studzienka z uzdrawiającą wodą. Umieszczono tam także tablicę z opisem historii figurki.
Figura Matki Bożej stała początkowo przy miejscowej studzience, ponieważ w Swarzewie nie było jeszcze kościoła, dopiero rybacy wybudowali kaplicę. W połowie XV wieku przenieśli cudowną figurę do kościoła pod wezwaniem św. Piotra i Pawła w Helu. W 1525 parafię helską objęli luteranie i około 1580 protestanccy wierni postanowili usunąć ją ze świątyni, wrzucając do Zatoki Puckiej. Jednak figurka nie zatonęła i jeszcze tego samego dnia, jak głosi legenda, dzięki sprzyjającym falom wróciła do Swarzewa. Została wtedy umieszczona w drewnianym kościele. Obecnie znajduje się w kościele, położonym w tym samym miejscu co pierwotnie, ale jest to obecnie, trzeci z rzędu budynek kościoła. Obecna kapliczka, stojąca w miejscu pierwotnej, została zbudowana w latach 50. XX wieku. W latach 1997–1998 kapliczkę odrestaurowano. Obecna figurka w kapliczce jest kopią tej pierwszej.